# Aero Charter DARTA
Aero Charter DARTA — французская авиакомпания, предоставляющая услуги аэротакси. Основана в 1971 году. Порт приписки — аэропорт Ле Бурже. На данный момент представляет собой объединение компаний DartaTransports Aériens, AeroJets Darta, Escadrille Mercure и AA Aviation.
Сертификат компании: F-N080; лицензия на осуществление международных перевозок без географических ограничений.

## Деятельность компании
В сферу деятельности компании входят:
- организация бизнес-перевозок (аэротакси);
- проведение семинаров (на борту) и групповых поездок;
- организация передвижных совещаний[6];
- перевозка глав государств и делегаций;
- воздушная скорая помощь;
- грузовые перевозки (в том числе на внешней подвеске — грузовом тросе или стропах)[3];
- продажа самолетов других компаний;
- услуги пилотирования;
- аэрофотосъёмка[7];
- консультационные услуги по вопросам аэронавтики.

## Флот
По состоянию на май 2011 года флот авиакомпании состоял из следующих самолётов:
Кроме того, компания располагает вертолётом Eurocopter Dolphin вместимостью до 9 пассажиров (900 кг грузоподъёмности), который активно сдаётся в аренду частным лицам и компаниям.